# François Sourou Okioh
François Sourou Okioh, né en 1950 à Léma (Dassa-Zoumè), est un scénariste, réalisateur et producteur béninois qui a à son actif plusieurs réalisations. Ces œuvres sont plus d’une centaine de films documentaires et téléfilms. Il est également écrivain et poète.

## Biographie
François Okioh, formé à l'Académie du film de Prague (République tchèque), est important dans le monde du cinéma africain et est un entrepreneur de renom. En 1973 il a créé l'Association Culture Communication et Développement(ACCD).

## Filmographie
Il est auteur de plusieurs œuvres :
Longs métrages
- 2006 : Abeni (scénariste)
- 2006 : Agbako (scénariste)
- 2000 : Le Pays Idaasha (réalisateur)
- 1991 : Les Tresseurs de corde (réalisateur)
- 1985 : Ironu (réalisateur)
- 1983 : Enfants de... (réalisateur)

Moyens métrages
- 2006 : Crânes épais... lèvres fausses (réalisateur)
- 1996 : La CEDEAO, vingt ans déjà (réalisateur)

Courts métrages
- 1983 : Ogu (réalisateur)
- 1982 : Le fleuve a tout emporté (réalisateur)
- 1980 : Ces collines ne sont pas muettes (réalisateur)

## Publications
- Soliloques (poésie)
- Prérogatives d'homme debout. Lettre à mon cousin Oliworo, 2014